# Cashiella sticheri
Cashiella sticheri är en svampart som beskrevs av Gadgil & M.A. Dick 1999. Cashiella sticheri ingår i släktet Cashiella och familjen Dermateaceae.   Inga underarter finns listade i Catalogue of Life.